# Mechy (Beskidy Orawskie)
Mechy, Pilsko Orawskie (1466 1479, 1480, 1485 m n.p.m.) – szczyt w Orawskich Beskidach w Grupie Pilska na Słowacji, położony na południe od Pilska. 

## Położenie
Krótki, szeroki grzbiet Mechów stanowi odnogę Pilska. Mechy i Pilsko rozdziela przełęcz Mechy (1435 m n.p.m.). Szczyt leży na terenie rezerwatu przyrody Pilsko (Park Krajobrazowy Orawy Górnej).  Szczyt opada na południu do Kotliny Orawskiej.